# Kuchecka Wola
Kuchecka Wola, Kuchocka Wola (ukr. Кухітська Воля, Kuchitśka Wola) – wieś na Ukrainie, w obwodzie rówieńskim, w rejonie waraskim, w hromadzie Zareczne. W 2019 liczyła 1905 mieszkańców. W 2025 liczyła 1749 mieszkańców.
W okresie międzywojennym wieś znajdowała się w granicach II RP i była siedzibą gminy w powiecie pińskim, w województwie poleskim.